# Ryan Russell
Ryan Russell, född 2 maj 1987 i Caroline, Alberta, är en kanadensisk ishockeyspelare som spelar forward i Cardiff Devils. Ryan är tvillingbror med Kris Russell som spelar för Calgary Flames i NHL. 